# Angus Widdicombe
Angus Widdicombe (* 31. August 1994 in Geelong) ist ein australischer Ruderer. Er gewann bis 2023 bei Weltmeisterschaften je zwei Silber- und Bronzemedaillen.

## Sportliche Karriere
Der 1,94 Meter große Widdicombe besuchte das Geelong College und gehörte dort zum Ruderteam, im Verein ruderte er beim Barwon RC. Nach dem College wechselte er nach Melbourne zum Mercantile Rowing Club. Er trainiert im Reinhold Batschi Men's National Training Centre.
Bei den U23-Weltmeisterschaften 2016 belegte Widdicombe mit dem australischen Achter den achten Platz. In der nacholympischen Saison 2017 bildete Widdicombe einen Zweier mit Steuermann zusammen mit Darcy Wruck und dem Steuermann James Rook. Die drei belegten bei den Weltmeisterschaften in Sarasota den zweiten Platz hinter dem ungarischen Boot und vor den Deutschen. 2018 wechselte Widdicombe in den Achter und gewann bei den Weltmeisterschaften in Plowdiw die Silbermedaille mit 1,8 Sekunden Rückstand auf den Deutschland-Achter und 0,03 Sekunden Vorsprung auf die Briten. 2019 belegte der Achter mit einer halben Sekunde Rückstand auf die drittplatzierten Briten den vierten Platz bei den Weltmeisterschaften in Linz/Ottensheim. Bei den erst 2021 ausgetragenen Olympischen Spielen in Tokio kam der australische Achter auf den sechsten Platz.
2022 bei den Weltmeisterschaften in Račice u Štětí saßen mit Nicholas Lavery und Angus Widdicombe noch zwei Ruderer aus dem Olympia-Boot im australischen Achter. Die Australier wurden Dritte hinter Briten und Niederländern, wobei sie das Ziel 2,2 Sekunden hinter den Niederländern erreichten. Ein Jahr später bei den Weltmeisterschaften in Belgrad siegte erneut der britische Achter vor den Niederländern, die Australier erruderten eine Sekunde dahinter die Bronzemedaille. Im Jahr darauf belegte der australische Achter den sechsten Platz bei den Olympischen Spielen in Paris.